# Fall 9 September
Fall 9 September (z niem. Wariant 9 września) – kryptonim strategicznego planu dalszej fazy wojny przeciw Polsce, przygotowanego przez sztab niemieckiej armii po pierwszych dniach walk, gdy założenia dotychczasowego Fall Weiss okazały się częściowo nieaktualne.
Dyrektywę do opracowania planu Adolf Hitler wydał w związku rozwojem sytuacji w Polsce. Chociaż polskie siły na granicach zostały rozbite lub zmuszone do wycofania, to polskie wojsko zachowało zdolności bojowe, dzięki tworzeniu nowych zgrupowań na wschodzie kraju, natomiast Wehrmacht nie planował wcześniej operacji na wschodzie Polski. Drugim ważnym czynnikiem było wypowiedzenie wojny Niemcom przez Francję i Wielką Brytanię.
Opracowany plan zakładał uderzenie czołowe na Lubelszczyznę oraz ataki oskrzydlające w kierunku na Brześć nad Bugiem i Kowel, a zamknięcie pierścienia wokół polskich sił planowano za Bugiem lub nawet przy granicy polsko-sowieckiej. Drugim założeniem było nakazane przez Hitlera przerzucanie na zachód Niemiec oddziałów zbędnych w Polsce.
W związku z rozwojem sytuacji na froncie również polskie dowództwo zaktualizowało plany wojenne, tworząc tzw. Drugi Plan Zachód.